# Kanton Saint-Bonnet-de-Joux
Der Kanton Saint-Bonnet-de-Joux war bis 2015 ein französischer Wahlkreis im Arrondissement Charolles, im Département Saône-et-Loire und in der Region Bourgogne. Sein Hauptort war Saint-Bonnet-de-Joux. Vertreter im Generalrat des Départements war zuletzt von 2002 bis 2015 Jacques Lecoq (UMP).
Der Kanton war 150,02 km² groß und hatte 2414 Einwohner (1999), was einer Bevölkerungsdichte von 16 Einwohnern pro km² entsprach. Er lag im Mittel 421 Meter über Normalnull, zwischen 236 Metern in Pressy-sous-Dondin und 600 Metern in Suin.

## Gemeinden
Der Kanton bestand aus acht Gemeinden:
| Gemeinde             | Einwohner Jahr | Fläche km² | Bevölkerungsdichte | Code INSEE | Postleitzahl |
| -------------------- | -------------- | ---------- | ------------------ | ---------- | ------------ |
| Beaubery             | 371 (2013)     | –          | – Einw./km²        | 71025      | 71220        |
| Chiddes              | 86 (2013)      | –          | – Einw./km²        | 71128      | 71220        |
| Mornay               | 126 (2013)     | –          | – Einw./km²        | 71323      | 71220        |
| Pressy-sous-Dondin   | 96 (2013)      | –          | – Einw./km²        | 71358      | 71220        |
| Saint-Bonnet-de-Joux | 760 (2013)     | –          | – Einw./km²        | 71394      | 71220        |
| Sivignon             | 166 (2013)     | –          | – Einw./km²        | 71524      | 71220        |
| Suin                 | 286 (2013)     | –          | – Einw./km²        | 71529      | 71220        |
| Verosvres            | 446 (2013)     | –          | – Einw./km²        | 71571      | 71220        |

## Bevölkerungsentwicklung
| 1962 | 1968 | 1975 | 1982 | 1990 | 1999 | 2007 |
| ---- | ---- | ---- | ---- | ---- | ---- | ---- |
| 2950 | 3271 | 2906 | 2680 | 2472 | 2414 | 2410 |